# Aldir Blanc
Aldir Blanc, född 2 september 1946 i Rio de Janeiro, Brasilien, död 4 maj 2020 i Rio de Janeiro, var en brasiliansk författare av krönikor (port: Crônicas) och sångtexter. 
Han var utbildad psykiatriker men kom från 1970-talet att ägna all tid åt musiken, och skrev många låtar tillsammans med singer-songwritern João Bosco, gitarristen Guinga och andra. Sångerska Elis Regina spelade in flera av hans låtar, bland andra "O bêbado e a equilibrista", en av de mest kända låtarna inom brasiliansk populärmusik.
En annan av hans låtar är "Resposta ao tempo" (med text av Cristovão Bastos); en ballad som spelats in av bland andra Nana Caymmi, Milton Nascimento och Aldir Blanc själv.
Totalt skapade han mer än 600 musikstycken.
Blanc avled 4 maj 2020 vid 73 års ålder på Pedro Ernesto University Hospital i Rio, i sviterna av komplikationer från Covid-19-smitta. 

## Diskografi
- 1977: Disco De Ouro (med João Bosco)
- 1984: Aldir Blanc & Maurício Tapajós
- 1996: 50 Anos
- 2005: Vida Noturna